# Christien Meindertsma
Christien Meindertsma (nacida en 1980) es una artista y diseñadora holandesa.

## Educación y vida Personal
Christien Meindertsma nació en Utrecht en los Países Bajos. [1] Asistió a Design Academy Eindhoven y se graduó en 2003. Se formó con Hella Jongerius. Vive y trabaja en Asperen.

## Trabajo
El trabajo de Meindertsma a menudo examina el uso de la materia prima. Su primer trabajo importante fue Equipaje facturado, que es un libro. El libro tiene fotografías de 3.267 artículos que fueron recolectados de los pasajeros de las aerolíneas en los puntos de control de seguridad del Aeropuerto Schiphol de Ámsterdam. Su próximo libro, PIG 05049, trata sobre cuántas formas en que las personas pueden usar un cerdo en la fabricación. PIG 05049 está en la colección del Museo de Arte Moderno. Ha creado arte para The Nature Conservancy. En 2010, Meindertsma presentó una charla TED sobre el libro. Ha diseñado lámparas de lino y ha realizado proyectos para Droog. También ha diseñado suéteres. Cada suéter usa lana de una oveja holandesa específica. En 2012 fue artista residente en el Textielmuseum Tilburg. También se asoció con Thomas Eyck.
Ha expuesto en el Museo de Arte Moderno, el Cooper-Hewitt, el Museo Nacional de Diseño y el Museo Victoria & Albert. Aparte del Museo de Arte Moderno, su trabajo también se encuentra en las colecciones del Museo Zuiderzee y el Museo Fries.